# Kasteel Duino
Kasteel Duino is een kasteel uit de 14e eeuw en ligt op een rots boven de Adriatische Zee, ongeveer 20 km ten noordwesten van de Italiaanse stad Triëst.

## Geschiedenis
Het kasteel behoorde eeuwenlang toe aan de familie von Thurn-Hofer und Valsássina. De laatste erfgename trouwde in 1849 met een prins von Hohenlohe.
Hun dochter Marie prinses von Thurn und Taxis-prinses von Hohenlohe-Waldenburg-Schillingsfurst (1855-1934) trouwde in 1875 Alexander prins von Thurn und Taxis (1851-1939) en bracht het toen bij haar huwelijk in die familie in. Marie von Thurn und Taxis was bevriend met en mecenas van Rainer Maria Rilke (1875-1926) en het kasteel inspireerde hem tot de bekende Elegieën van Duino.
Het kasteel ging over in de handen van de zoon van het echtpaar von Thurn und Taxis-von Hohenlohe: Alexander (1881-1937). Deze liet zich in 1923 naturaliseren in Italië en werd ingelijfd in de Italiaanse adelstand als prins della Torre e Tasso en verheven tot hertog van Castel Duino met het predicaat Doorluchtige Hoogheid (overgang bij eerstgeboorte). Diens kleinzoon Carlo-Alessandro (1952), 3e hertog van Castel Duino, is momenteel eigenaar en met zijn vrouw Veronique Lantz (1951) bewoner van het kasteel.
In 2008 bewoont Carlo Alessandro (Hauts-de-Seine, Neuilly-sur-Seine, 10 februari 1952), prins della Torre e Tasso, nog een deel van het kasteel samen met zijn echtgenote. Zijn ouders waren Don Raimondo Torre e Tasso (1907-1986) en Eugenia (1910-1989), prinses van Griekenland en Denemarken. Haar betovergrootvader van moeders kant was Lucien Bonaparte, de broer van Napoleon I en Lodewijk Napoleon.

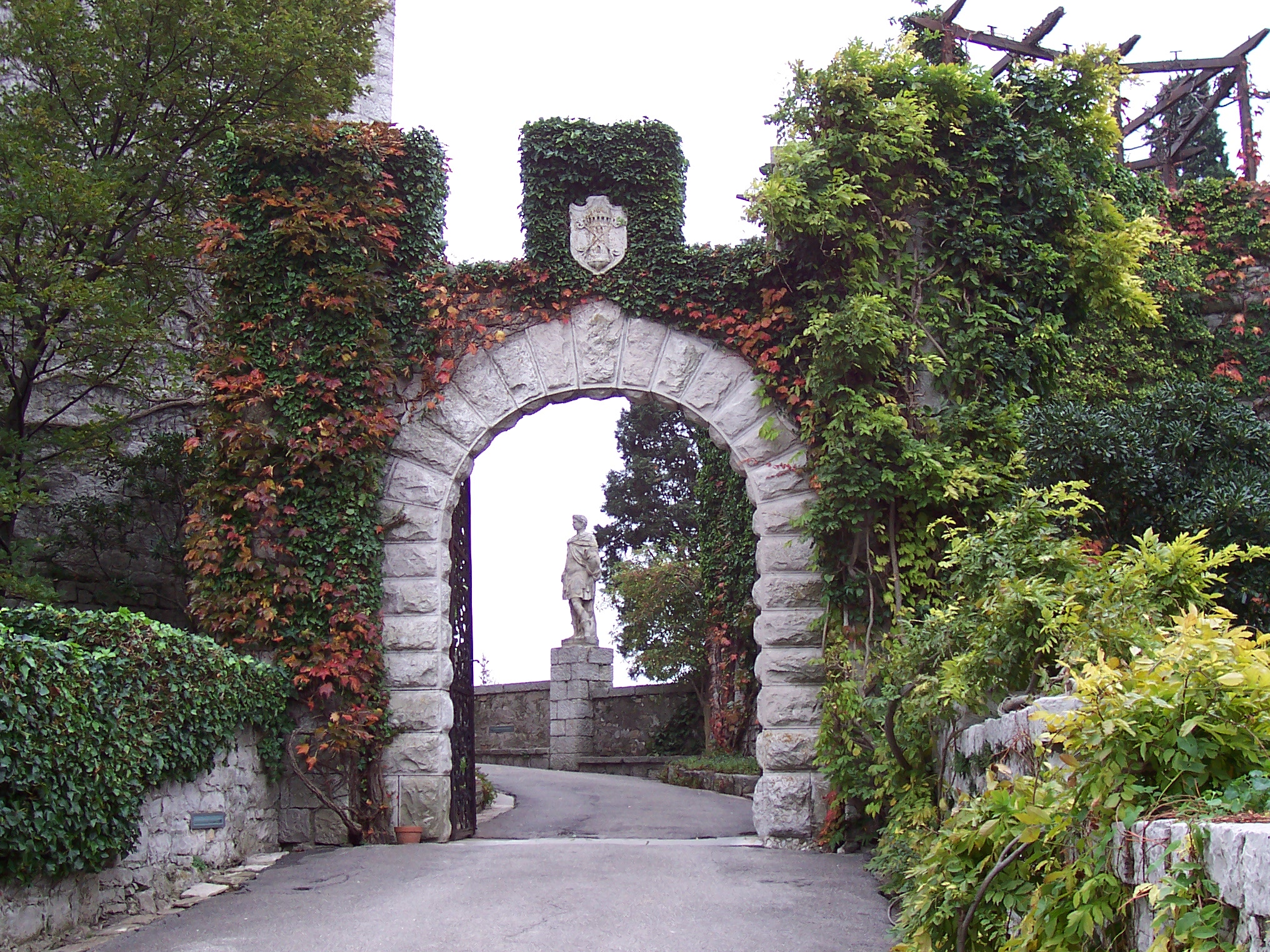
Entree 1
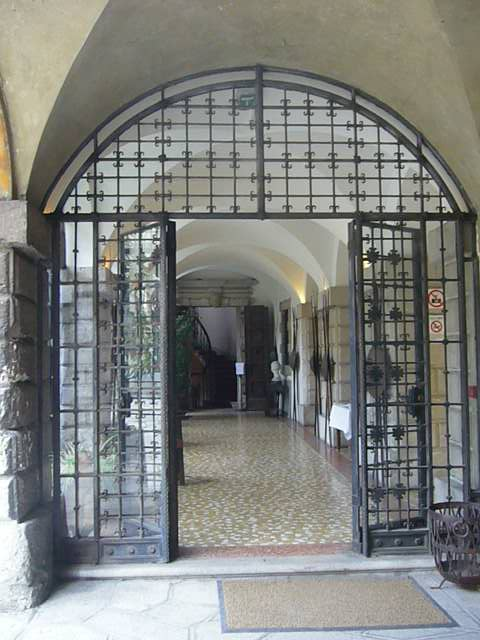
Entree 2
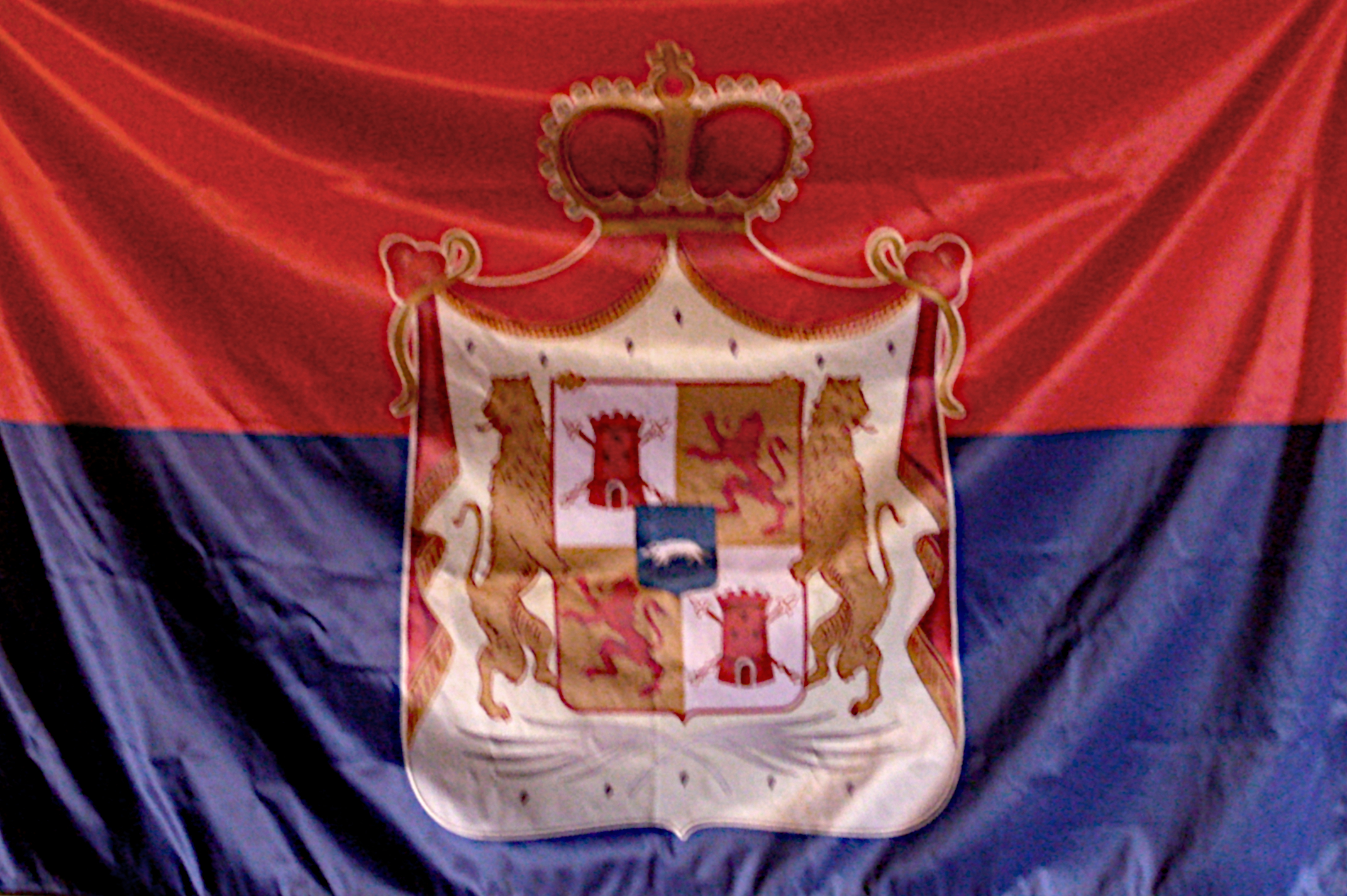
Wapen van Torre e Tasso
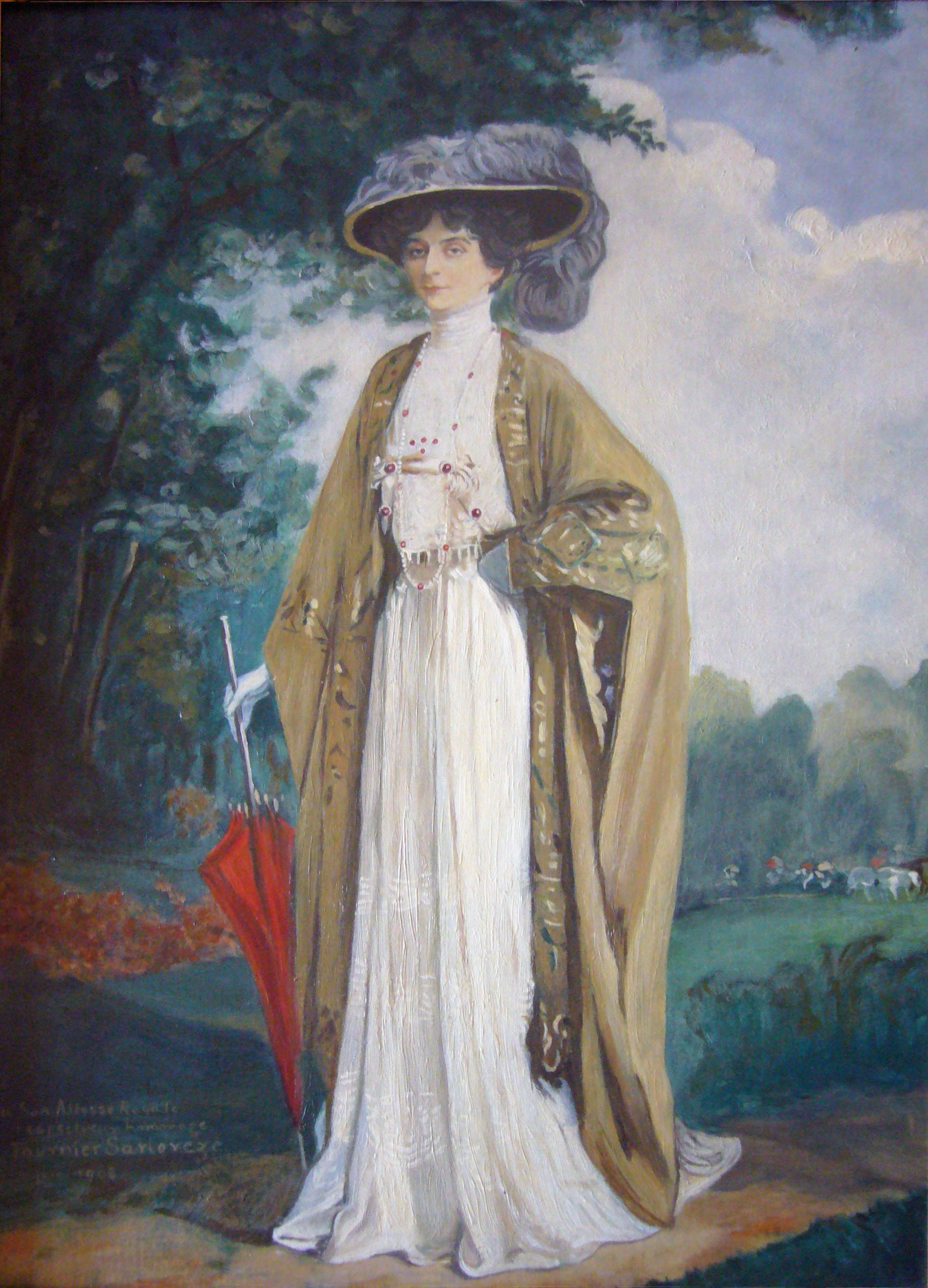
Marie Bonaparte
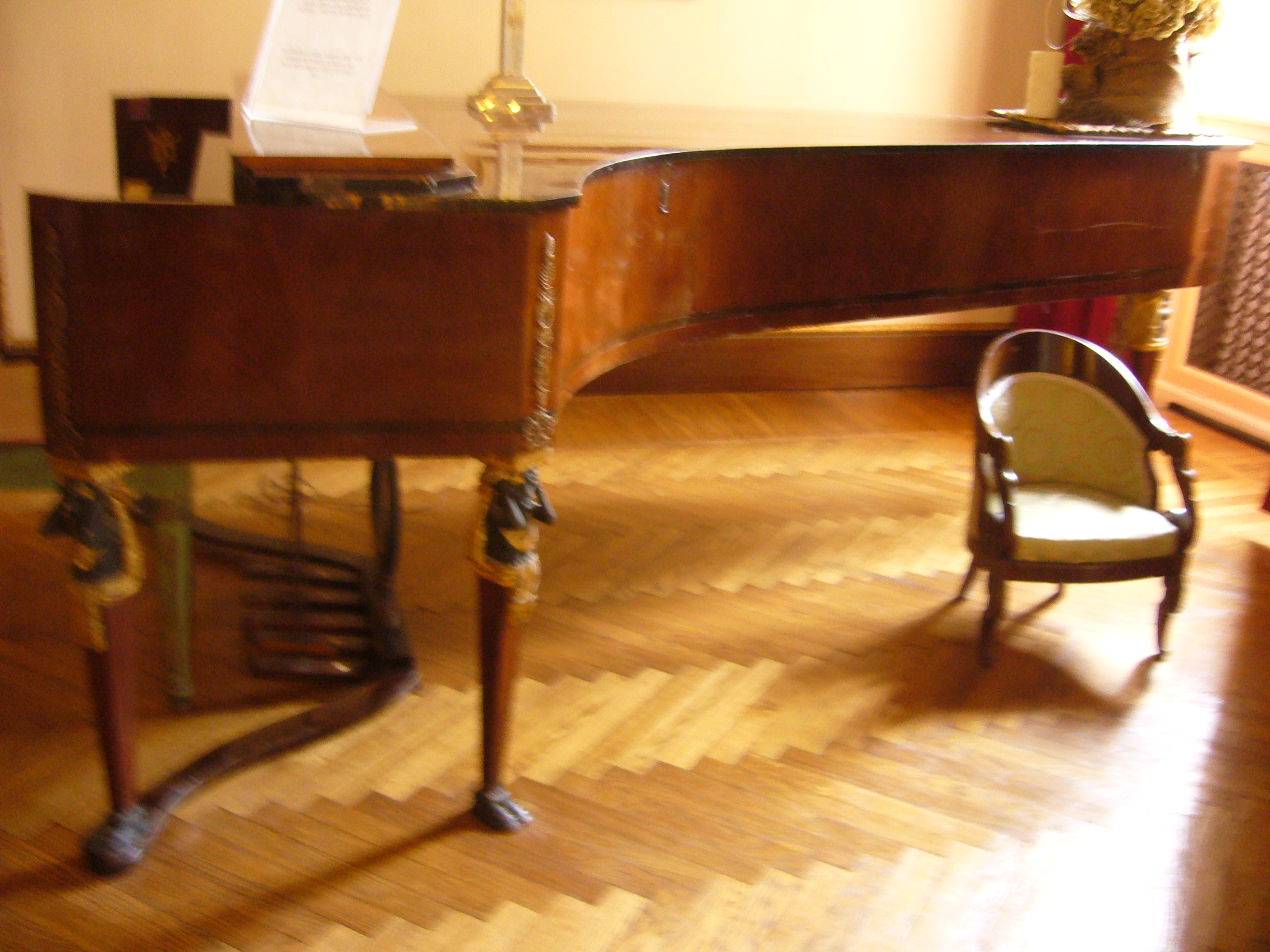
Piano

## Trivia
- von Thurn und Taxis wordt vertaald naar het Italiaans als della Torre e Tasso, naar het Frans als de Tour et Tassis.